# 高島玄札
高島 玄札（たかしま げんさつ、1594年（文禄3年）- 1676年（延宝4年））は、江戸時代前期の俳人、医師である。名は玄道。貞門派内における貞門五俳哲の一人。

## 経歴・人物
伊勢の山田（現在の三重県伊勢市）の生まれ。1614年（慶長19年）ころに江戸に入り商人として活躍した。後に松永貞徳から俳諧を学び、1636年（寛永13年）には医師としても活動した。
多くの俳諧の撰集を刊行し、斎藤徳元と共に江戸における俳諧創成期の代表的な俳人となった。玄札が詠んだ俳諧の作風は言葉遊びを彷彿させていると評された。

## 主な著作物
- 『誹諧抜書』
- 『とくさ（十種）千句』- 玄札の門下であった白鴎との共著[1][2]。